# Joachim Kuhs
Joachim Hans Kuhs, né le 25 juin 1956 à Schonach im Schwarzwald, est un homme politique allemand de l'AfD et membre du Parlement européen de 2019 à 2024.